# Churchill (dopływ Oceanu Atlantyckiego)
Churchill (do 1965 Hamilton, ang. Churchill River, fr. fleuve Churchill) – rzeka w Kanadzie, na półwyspie Labrador, położona w całości na terenie prowincji Nowa Fundlandia i Labrador. Jej długość wynosi 856 km (965 km licząc od źródeł Ashuanipi), a jej dorzecze zajmuje powierzchnię 79,8 tys. km².
Rzeka Churchill, nosząca w górnym biegu nazwę Ashuanipi, wypływa z niewielkiego jeziora Ashuanipi. W górnym biegu jej wody spiętrzone systemem wałów tworzą rozległy zbiornik wodny Smallwood. Wypływając z niego nosi już oficjalnie nazwę Churchill. Płynie w kierunku wschodnim, uchodząc poprzez Jezioro Melville’a do zatoki Hamilton, części Oceanu Atlantyckiego. Na rzece znajduje się wiele bystrz i wodospadów.
Rzeka Churchill jest wykorzystywana do celów energetycznych. Elektrownia wodna w Churchill Falls ma moc zainstalowaną 5 428 MW. Planowana jest budowa kolejnych elektrowni, które mają podnieść łączną moc zainstalowaną elektrowni do 9,2 tys. MW. Churchill jest żeglowna w dolnym biegu. Najważniejszą miejscowością nad rzeką jest miasto Happy Valley-Goose Bay.
Rzeka Churchill w języku Innuitów nosi nazwę Mishtashipu, co oznacza „wielka rzeka”. W 1839 została nazwana na cześć Charlesa Hamiltona, gubernatora Nowej Fundlandii w latach 1818–1825. W 1965 jej nazwę zmieniono, by uhonorować brytyjskiego premiera Winstona Churchilla.